# Ото Тумлирц
Ото Тумлирц (на немски: Otto Tumlirz) е австрийски психолог, изследовател и педагог. Преподавал е като професор в университета в Грац.